# Комаров Іван Сергійович
Іван Сергійович Комаров (рос. Иван Сергеевич Комаров, нар. 15 квітня 2003, Слов'янськ-на-Кубані, Росія) — російський футболіст, фланговий півзахисник клубу «Ростов».

## Ігрова кар'єра
Іван Комаров є вихованцем ростовського футболу. В 2019 році він був приєднався до клубної академії «Ростова». Його дебют на професійному рівні відбувся 19 червня 2020 року у матчі чемпіонату Росії проти «Сочі».
Свою наступну гру в чемпіонаті країни Комаров провів лише 4 березня 2023 року проти столичного «Локомотива», де відзначився результативною передачею. В червні 2023 року футболіст підписав з клубом новий контракт до літа 2026 року.